# Psychotria guianensis
Espèce
Synonymes
Selon Tropicos (27 mai 2024)
- Mapouria guianensis Aubl. - Basionyme
- Mapouria myriantha Müll. Arg.
- Mapouria sambucina (Link ex Roem. & Schult.) Müll. Arg.
- Psychotria circinata (Willd. ex Roem. & Schult.) Standl.
- Psychotria elliptica Kunth
- Psychotria circinata Willd. ex Roem. & Schult.
- Psychotria elliptica Humb. & Bonpl. ex Roem. & Schult.
- Psychotria ernestii K. Krause
- Psychotria magnoliifolia Kunth
- Psychotria magnoliifolia Humb. & Bonpl. ex Roem. & Schult.
- Psychotria mapouria Roem. & Schult.
- Psychotria mapourioides DC.
- Psychotria mathewsii Standl.
- Psychotria nitida Willd.
- Psychotria sambucina Link ex Roem. & Schult.
- Psychotria willdenowii DC.
- Simira nitida (Willd.) Poir.
- Uragoga circinnata (Willd. ex Roem. & Schult.) Kuntze
- Uragoga elliptica (Humb. & Bonpl. ex Roem. & Schult.) Kuntze
- Uragoga engleriana Kuntze
- Uragoga magnoliifolia (Kunth) Kuntze
- Uragoga mapouria (Roem. & Schult.) Kuntze
- Uragoga myriantha (Müll. Arg.) Kuntze
- Uragoga sambucina (Link ex Roem. & Schult.) Kuntze

Selon GBIF (27 mai 2024)selon GBIF :
- Grumilea reevesii Hook. & Arn.
- Mapouria guianensis Aubl. - Basionyme
- Mapouria myriantha Müll.Arg.
- Mapouria sambucina (Link ex Schult.) Müll.Arg.
- Palicourea circinata (Humb. & Bonpl. ex Schult.) Standl.
- Palicourea elliptica Kunth
- Psychotria circinata Humb. & Bonpl.
- Psychotria circinata Humb. & Bonpl. ex Schult.
- Psychotria commutata DC.
- Psychotria elliptica (Kunth) Humb. & Bonpl.
- Psychotria elliptica (Kunth) Humb. & Bonpl. ex Schult.
- Psychotria ernestii K.Krause
- Psychotria magnoliifolia Humb. & Bonpl.
- Psychotria magnoliifolia Humb. & Bonpl. ex Schult.
- Psychotria magnoliifolia Kunth
- Psychotria mapouria Schult.
- Psychotria mapuria Forsyth f.
- Psychotria mathewsii Standl.
- Psychotria nitida Willd.
- Psychotria sambucina Link
- Psychotria sambucina Link ex Schult.
- Psychotria willdenowii DC.
- Simira nitida Poir.
- Uragoga circinnata (Humb. & Bonpl. ex Schult.) Kuntze
- Uragoga elliptica (Kunth) Kuntze
- Uragoga engleriana Kuntze
- Uragoga magnoliifolia (Kunth) Kuntze
- Uragoga mapouria Kuntze
- Uragoga myriantha (Müll.Arg.) Kuntze
- Uragoga sambucina (Link ex Schult.) Kuntze

Psychotria guianensis est une espèce d'arbuste d'Amérique du sud, appartenant à la famille des Rubiaceae.
Il est connu dans le Pernambouc sous les noms de Erva-de-rato-branca, Pitiá-mole, ou Cafezinho.

## Description
Psychotria guianensis est un arbuste ou un arbre, glabre, atteignant jusqu'à 15 m de haut.
Les feuilles mesurent 12-28 × 3-12 cm.
Les pétioles sont longs de 0,7-4 cm.
Les stipules sont caduques, interpetiolaires, ligulées à obovales, long de 8-23 mm, obtuses à arrondies.
Les inflorescences sont terminales, paniculées, avec des pédoncules longs de 2,8-13 cm, et la portion ramifiée mesurant 3-10 × 4-12 cm, les bractées florales longues d'environ 0,5 mm de long, et des pédicelles longues de 0,5-2 mm.
Le limbe du calice est long de 0,5-1,2 mm, subtronqué à légèrement denté.
La corolle est blanche, avec le tube long de 4-5,5 mm, et les lobes longs de 2-4,5 mm.
Les fruits sont subglobuleux à ellipsoïde, mesurant 5-7,5 × 4-5 mm, rouge, avec des pédicelles ou stipes atteignant jusqu'à 5 mm de long. 
Ils contiennent 2 pyrenes, dorsalement striés à presque lisses.

En 1953, Lemée en propose la description suivante de Palicourea guianensis :

« [Mapouria] guianensis Aubl. (Psychotria nitida W., Psychotria m. R. et Sch.). Arbrisseau à feuilles grandes (les plus grandes de 0,22 sur 0,12) pétiolées ovales aiguës acuminées, en coin à la base, molles glabres luisantes, stipules par 2 opposées, de chaque côté en dedans de la base du pétiole, ovales subarondies caduques ; panicules terminales plus courtes que les feuilles, ayant à la base 2 larges bractées (ou stipules ?), à ramifications opposées avec une tres petite bractéole (ou stipule ?) à la base ; fleurs blanches, calice évasé, à 5 dents avec pointe noire ; disque convexe, corolle à tube très court hérissé de poils blancs à l'entrée, 5 étamines insérées au-dessous de la base des lobes, filets longs filiformes exserts, anthères arrondies ; fruit ovale-globuleux strié. - Maroni : camp Godebert (R. Benoist). »

— Albert Lemée, 1953.

## Répartition
Psychotria guianensis est présent de la Colombie au Brésil, en passant par le Venezuela, Trinidad et Tobago, le Guyana, le Suriname, la Guyane, l'Équateur, le Pérou, et la Bolivie.

## Écologie
Psychotria guianensis est présente dans les forêts ripicoles, les forêts semi-décidues à sempervirentes de plaine et de montagne inférieure, à 50-700 m d'altitude.

## Protologue

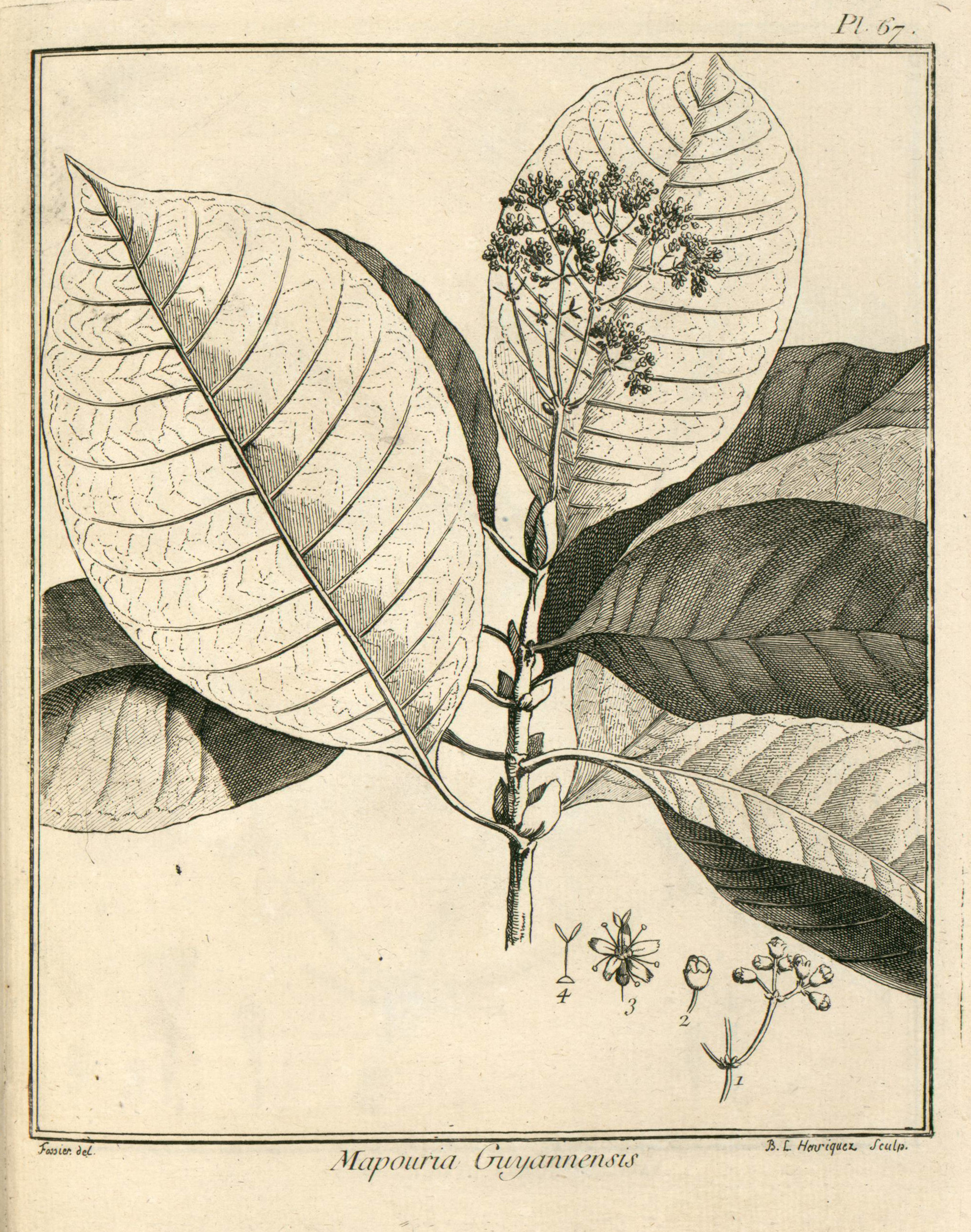
Mapouria guianensis (=Psychotria guianensis) par Aublet (1775)
On a groſſi les parties de la fleur. - 1. Rameau de la panicule. - 2. Bouton de fleur. - 3. Fleur épanouie. - 4. Diſque, Style, Stigmates.

En 1775, le botaniste Aublet a proposé le protologue suivant : 

« MAPOURIA (Guianenſis.) (Tabula 67.)
Frutex, plurimos caules, rectos, ramoſos, octo-pedales, è radice emittens. Folia ampla, ovata, acuta, glabra, integerrima, petiolata. Stipule binæ, oppoſitæ, ſubrotundæ, deciduæ, una ab utroque latere, intra baſim petiolorum. Flores paniculati, terminates. Corolla alba.
Florebat Septembri.
Habitat ad littora fluvii Sinémari.
Nomen Caribæum MAYPOURI-CRABRI. 

LE MAPOURIER de la Guiane. (PLANCHE 67.)
La racine de cet arbrisseau pouſſe pluſieurs tiges moëlleuſes, caſſantes, branchues & rameuſes, qui s'élèvent à ſept ou huit pieds.
Leur écorce eſt verdâtre. Les branches & les rameaux ſont garnis de feuilles oppoſées, & diſpoſées en croix. Elles ſont vertes, luiſantes, molles, entières, ovales, terminées en pointe. Leur pédicule eſt long d'un pouce, convexe en deſſous, & applati en deſſus. Entre les deux pédicules oppoſés il y a de chaque côté une large stipule qui tombe de bonne heure. Les plus grandes feuilles ont huit pouces de longueur ſur quatre pouces & demi de largeur.
Les fleurs naiſſent à l'extrémité des rameaux ſur une groſſe panicule qui a à ſa baſe deux larges stipules. Les branches, & les rameaux de cette panicule ſont oppoſés, & garnis a leur naiifance d'une très petite stipule.
Le calice de la fleur eſt d'une ſeule pièce évaſée, à cinq dents dont la pointe eſt noire.
La corolle eſt blanche, monopétale, attachée ſur l'ovaire autour d'un diſque convexe ; ſon tube eſt très court ; ſon pavillon eſt partagé en cinq lobes.
Les étamines ſont au nombre de cinq, placées à la paroi ſupérieure & interne du tube au deſſous de ſes diviſions. Leur filet eſt long.
L'anthère eſt arrondie, & à deux bourſes. L'orifice du tube eſt hériſſé de poils blancs.
Le piſtil eſt un ovaire qui fait corps avec le fond du calice. Il eſt ſurmonté d'un style terminé par un stigmate à deux lames.
Je n'ai pas vu cet ovaire dans ſa maturité.
[...]
Cet arbriſſeau eſt nommé MAYPOURI-CRABRI par les Galibis, à cauſe que les maypouris ou vaches ſauvages ſe nourriſſent volontiers des feuilles & des rameaux de cet arbriſſeau.
Il croît ſur les bords de la rivière de Sinémari ; il étoit en fleur dans le mois de Septembre. »

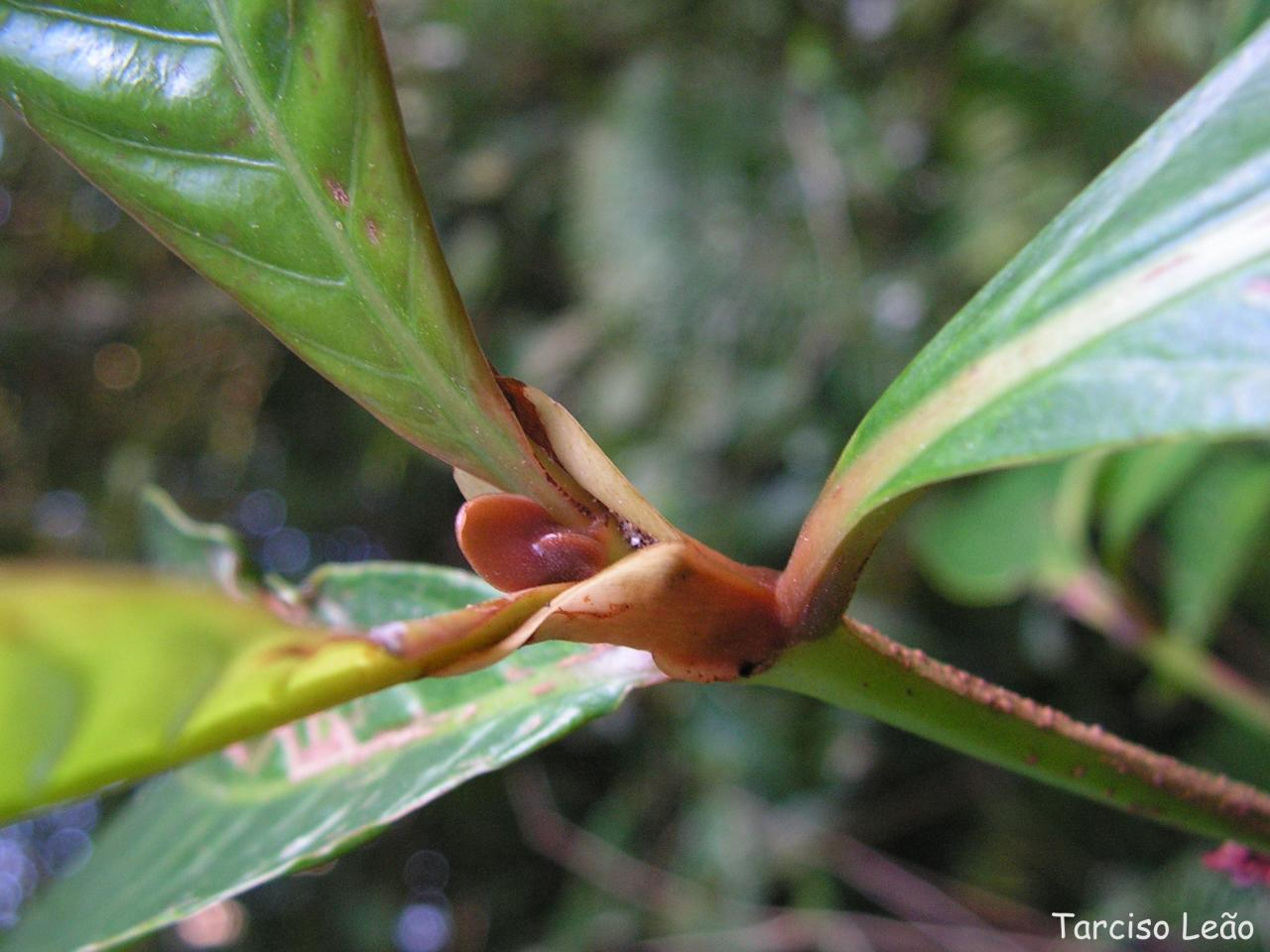
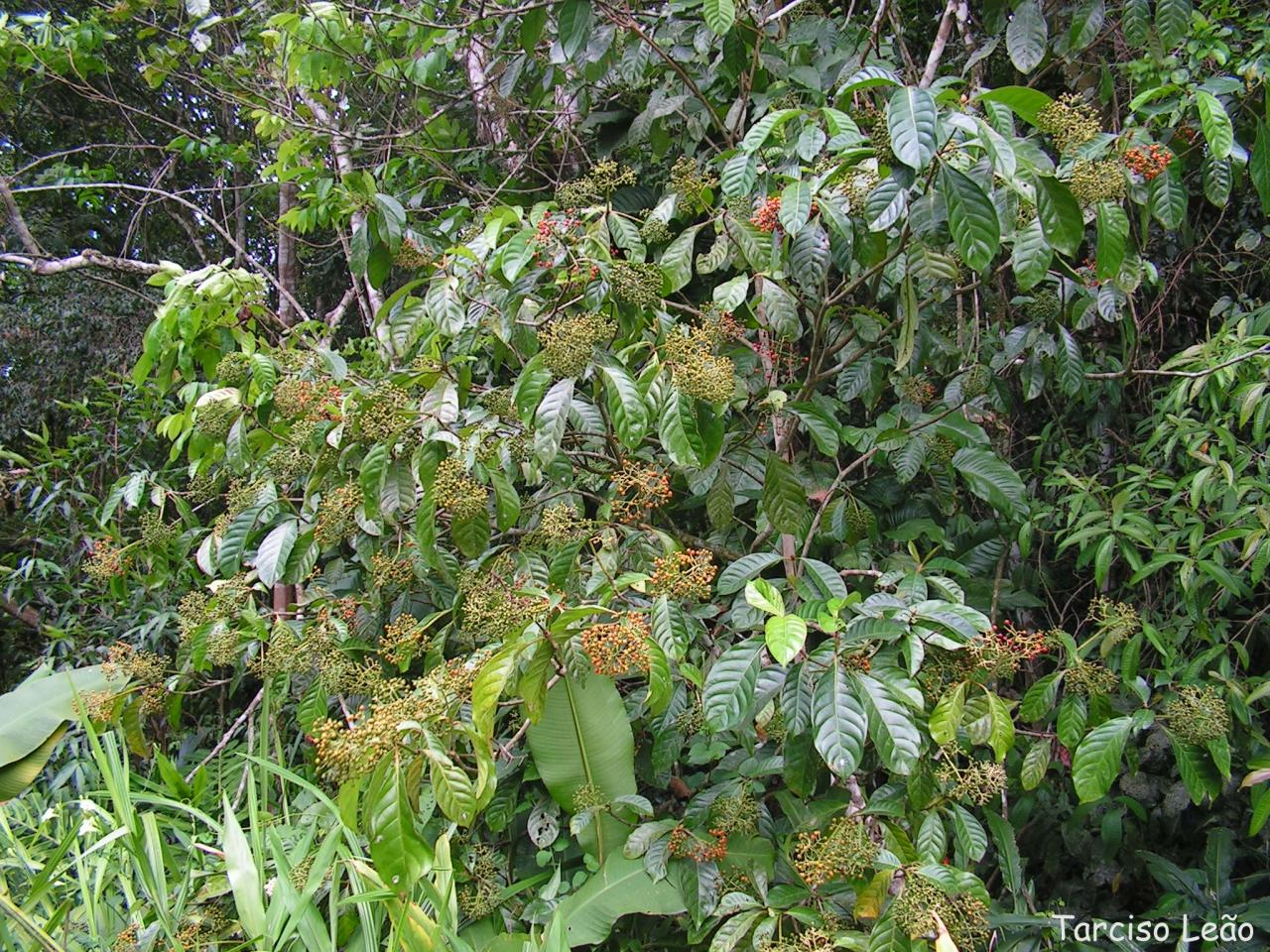
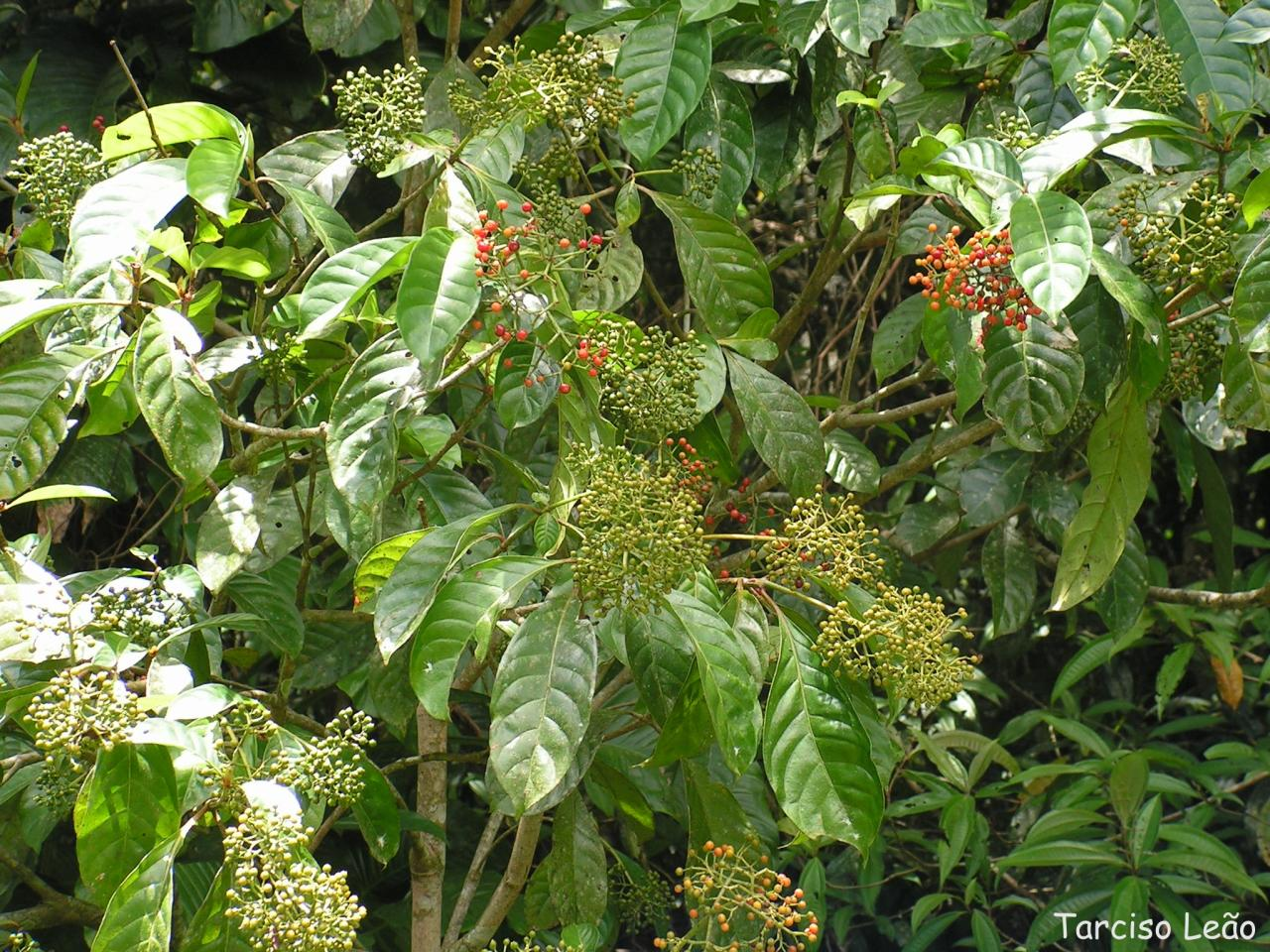
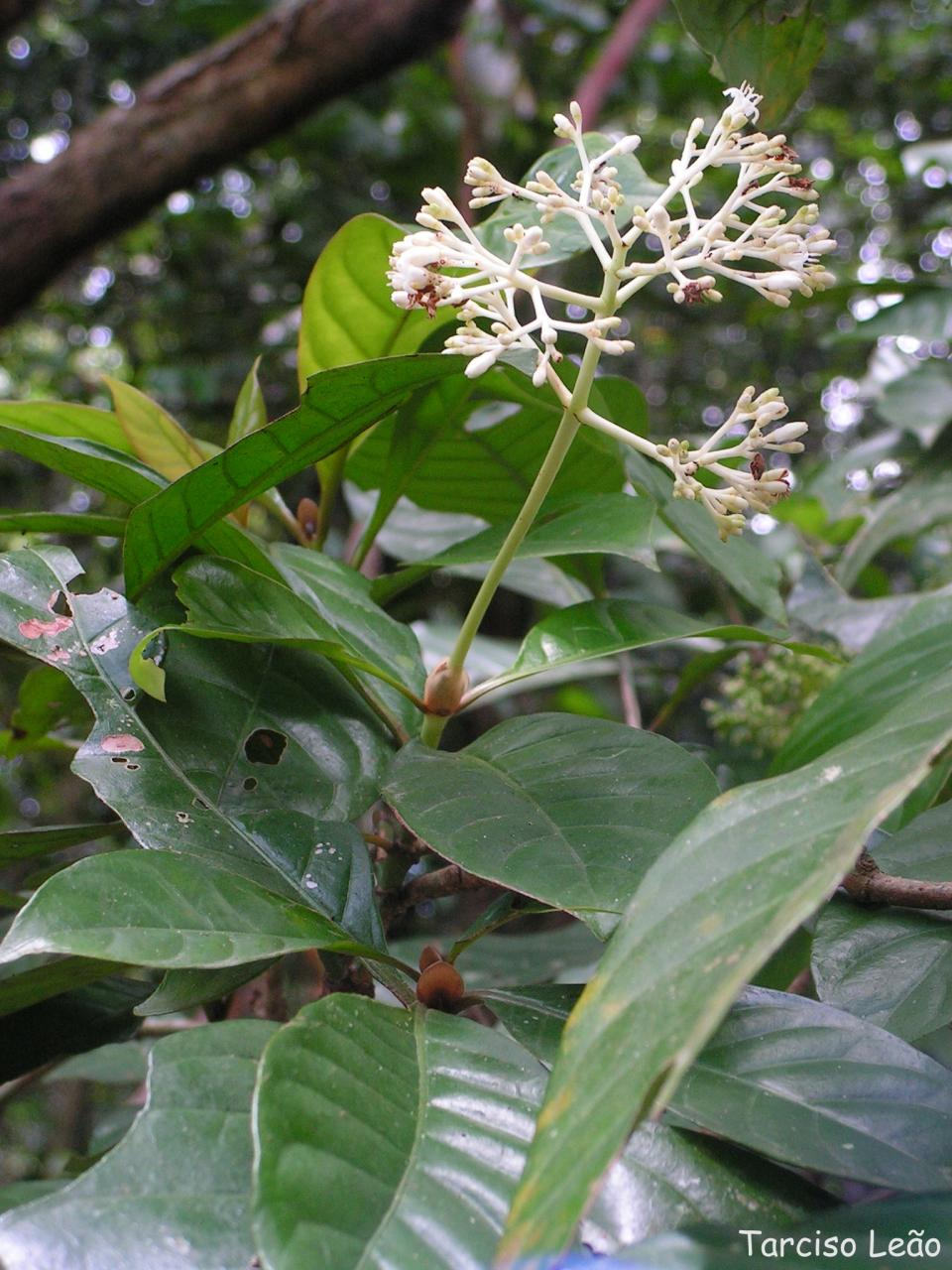
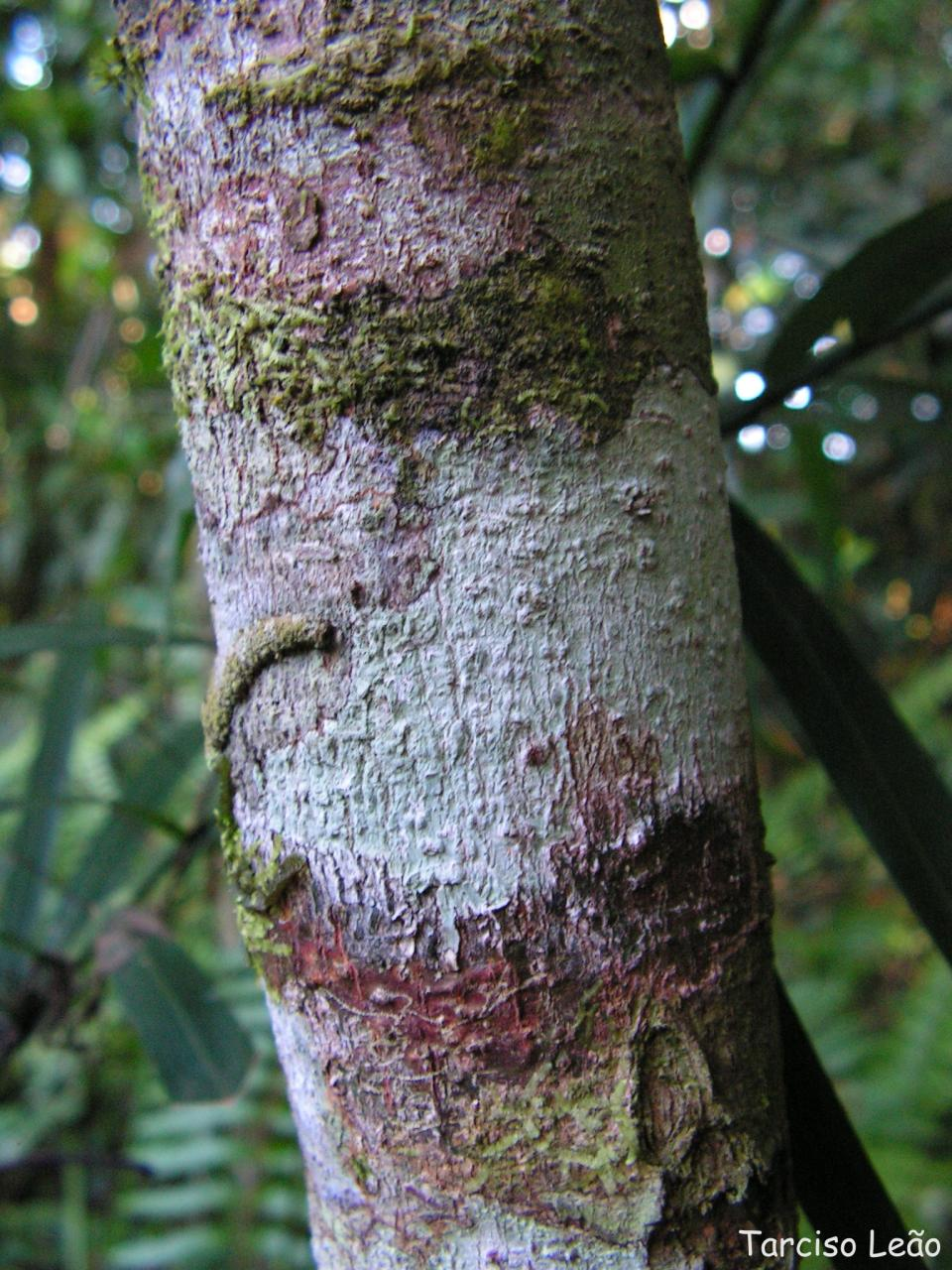
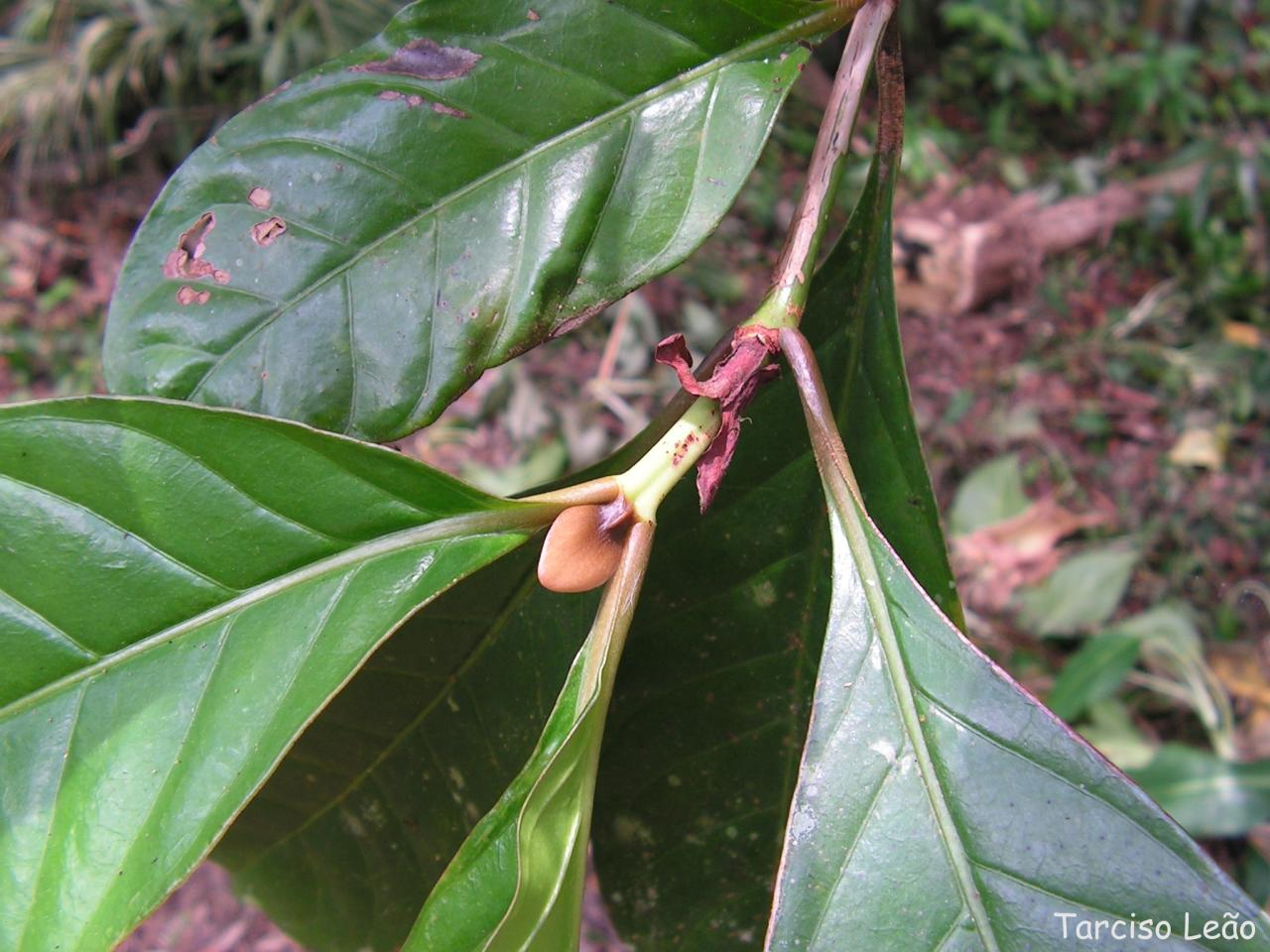
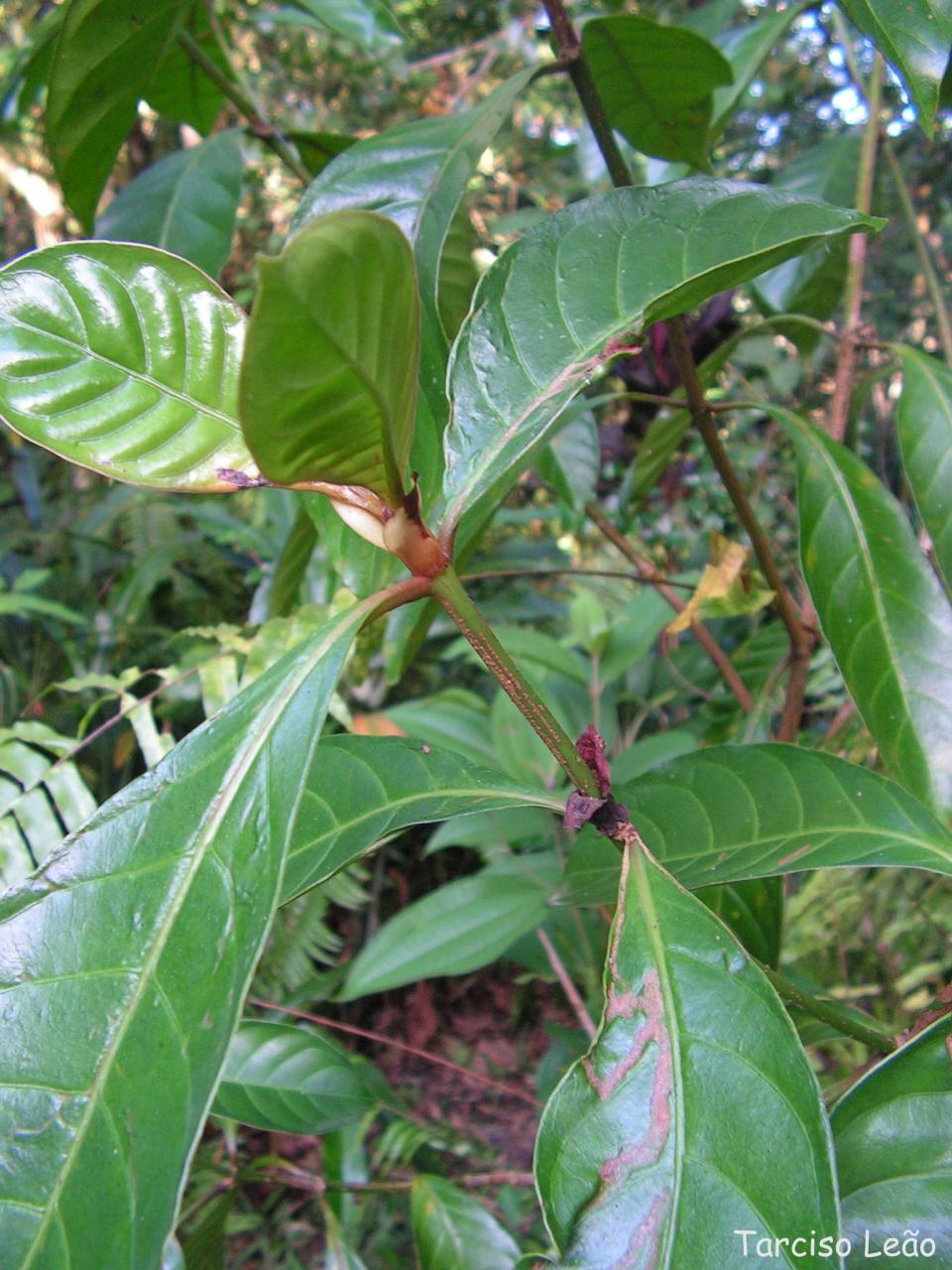
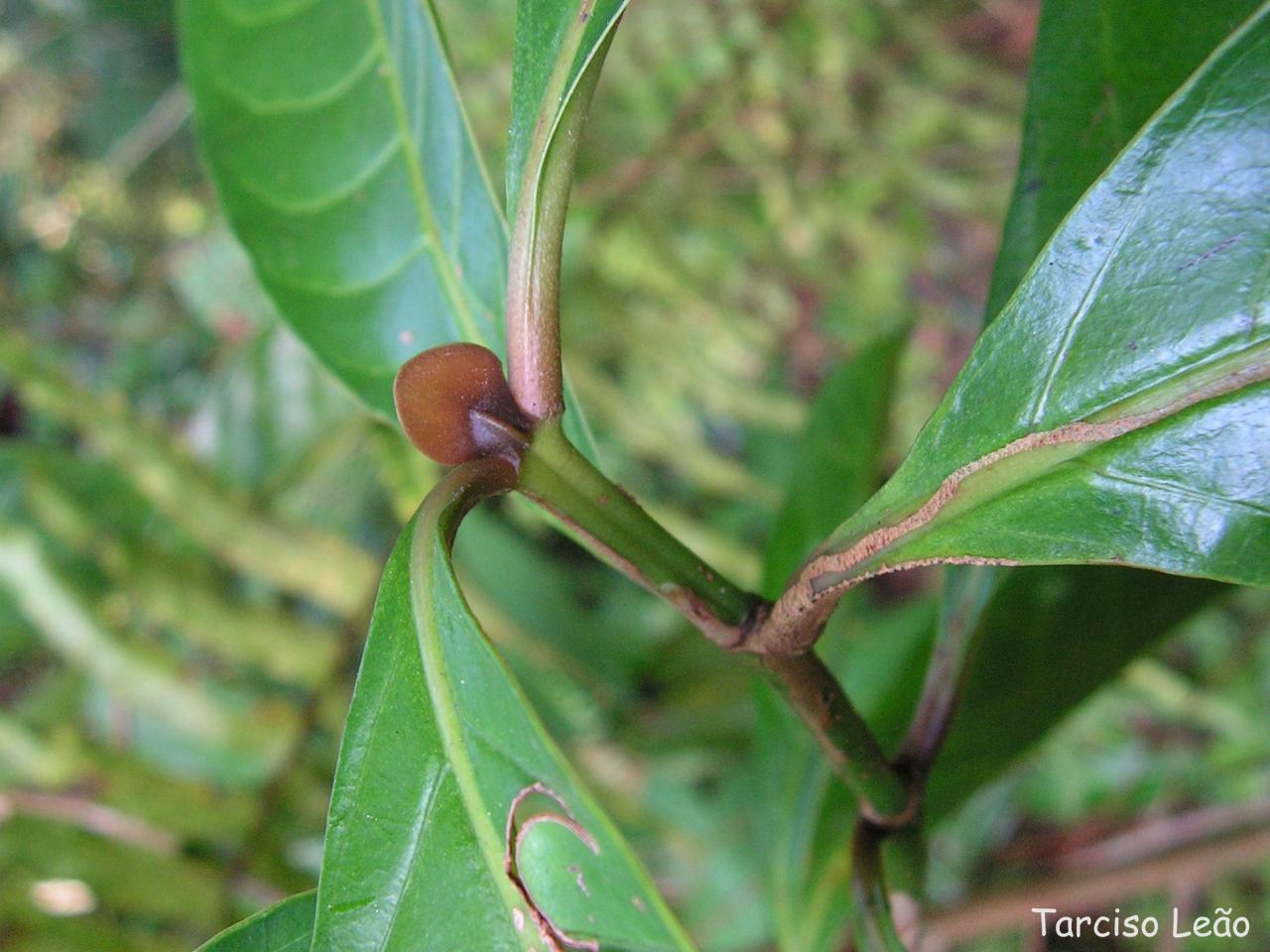
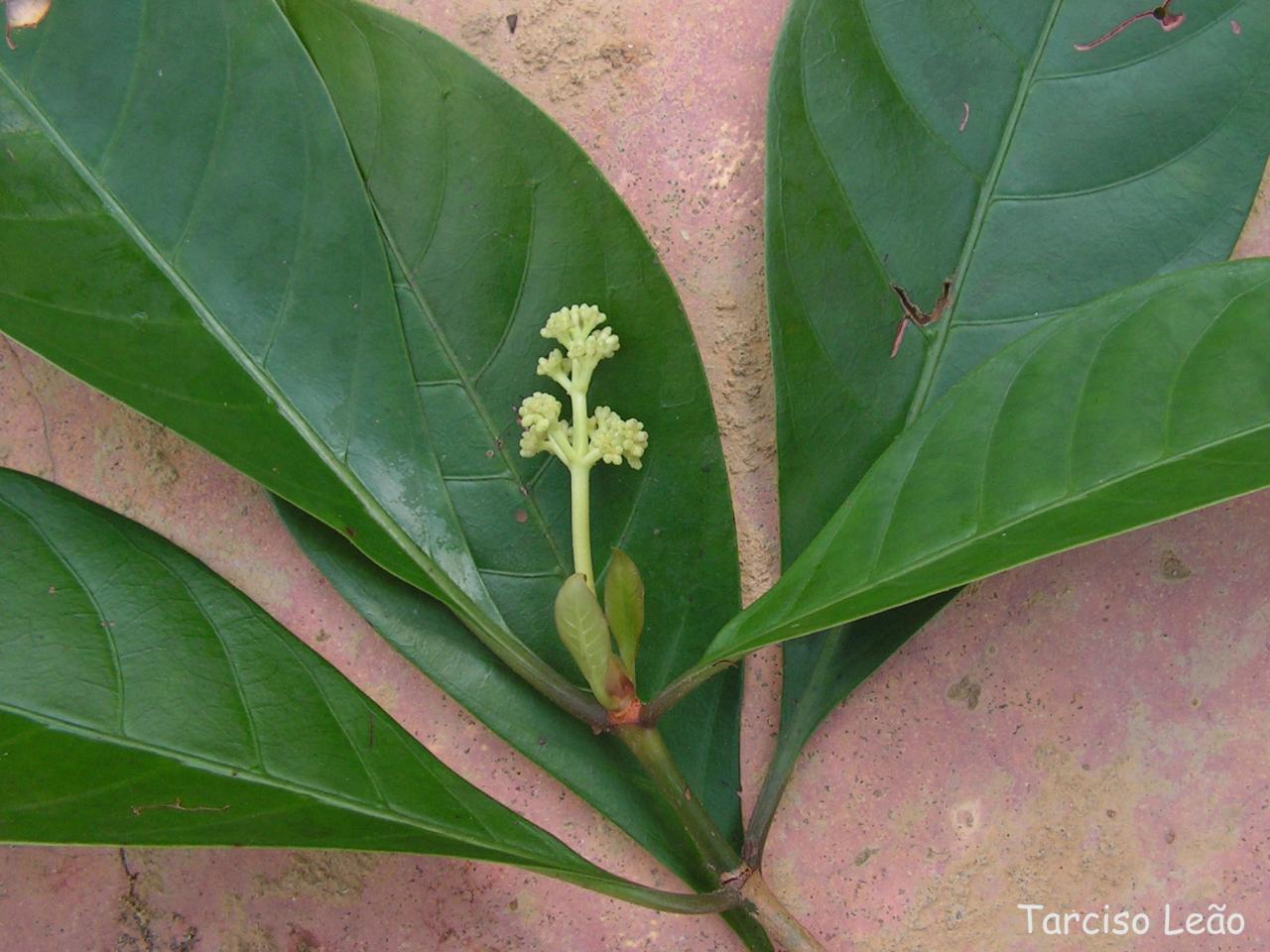
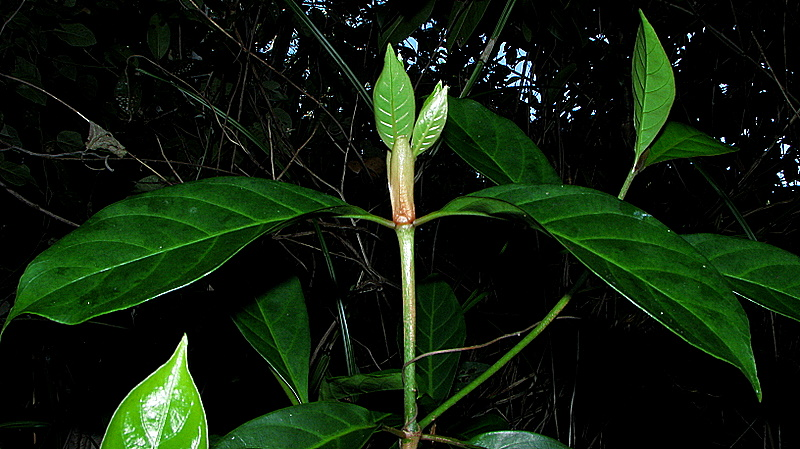
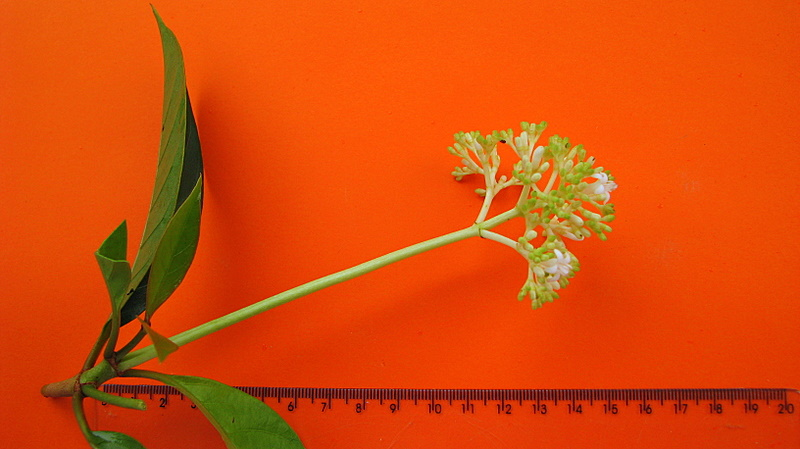
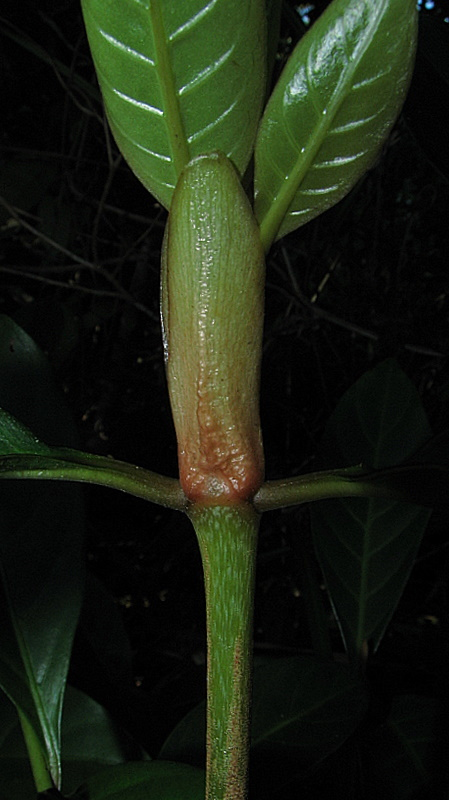
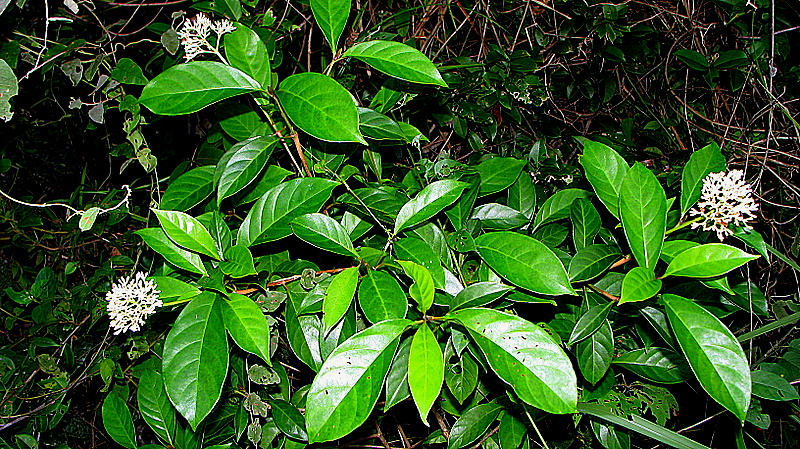
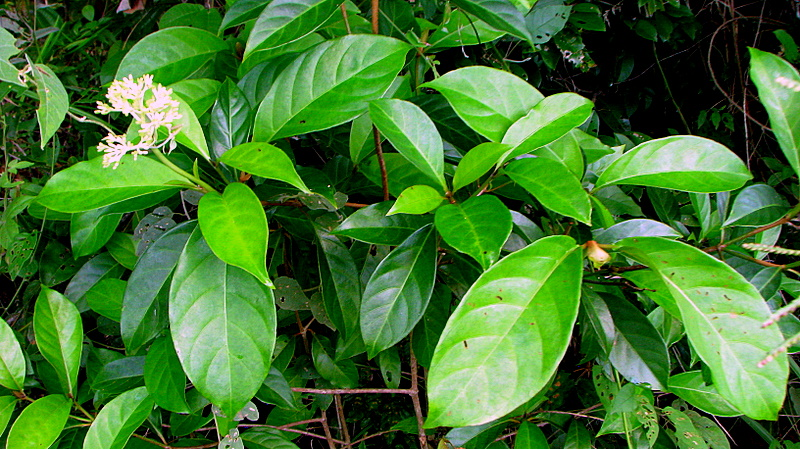
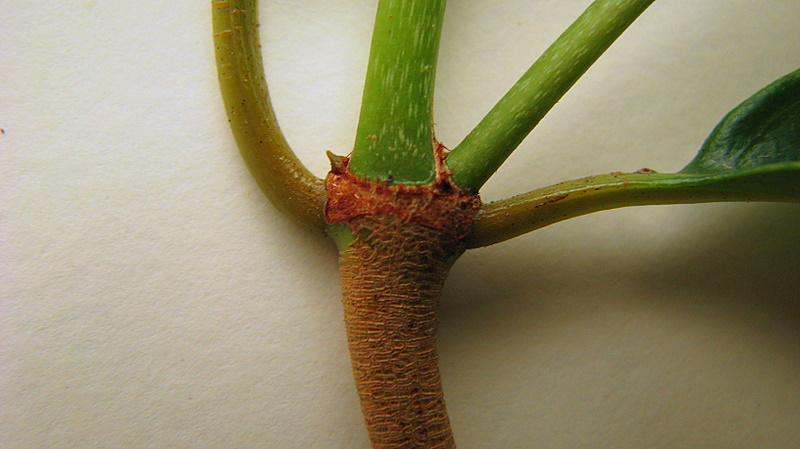
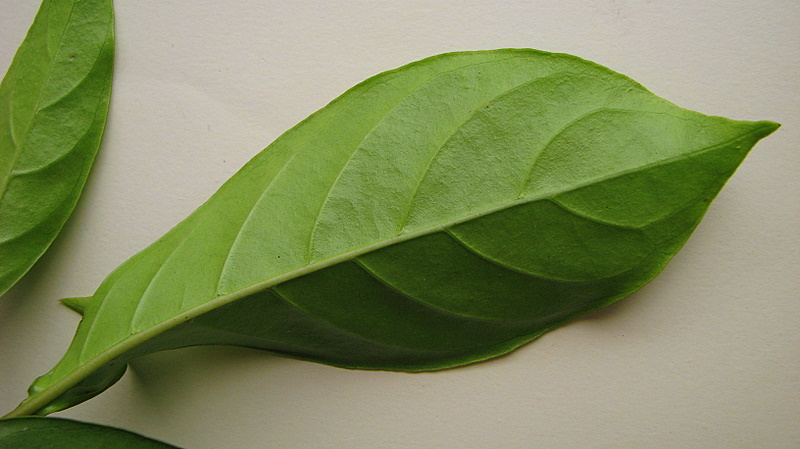
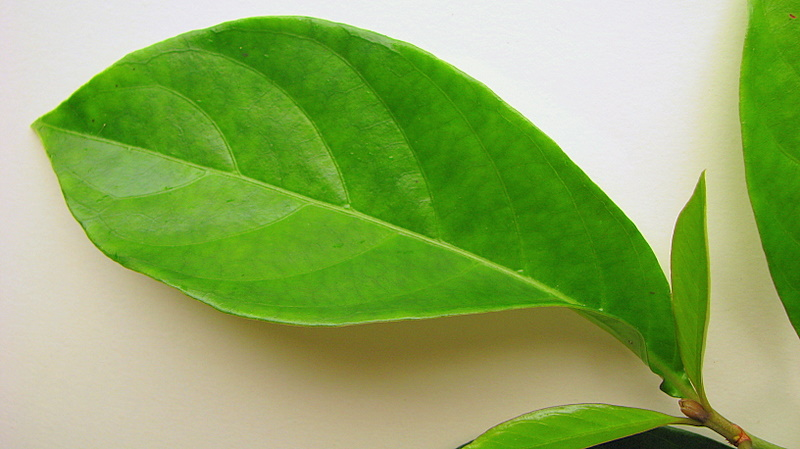
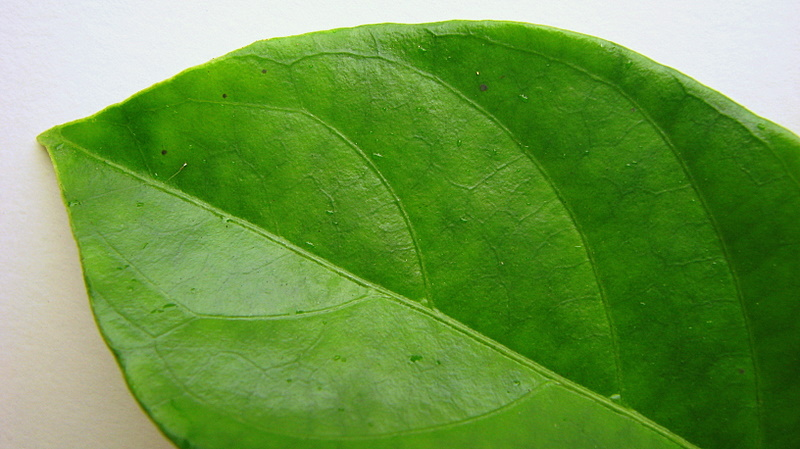
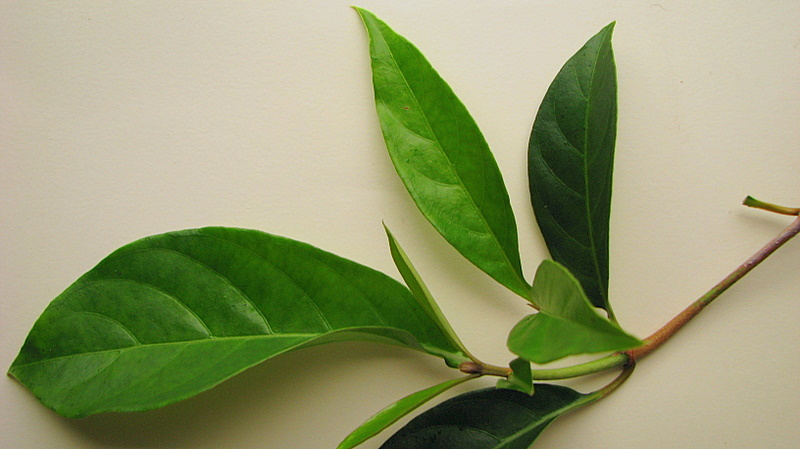
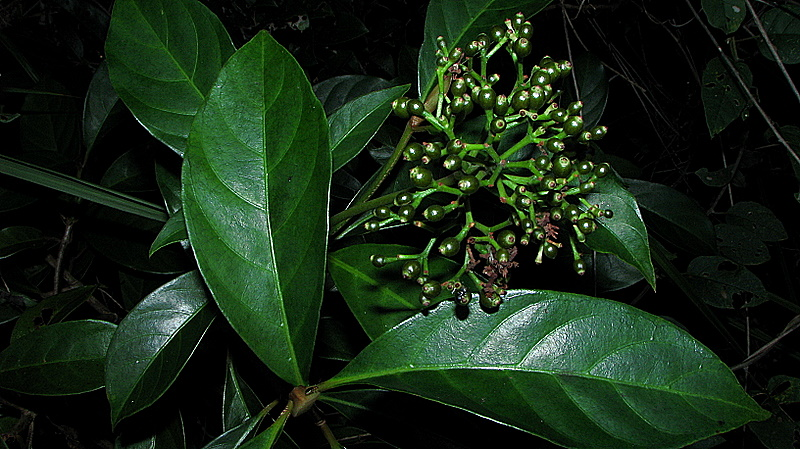

— Fusée-Aublet, 1775.